# Science Court
Science Court (reintitolato Squigglevision nel 1998) è una serie televisiva animata statunitense del 1997, creata da Tom Snyder e diretta da quest'ultimo con Loren Bouchard.
Realizzato con la tecnica d'animazione Squigglevision, Science Court è stato prodotto dalla Tom Snyder Productions (successivamente chiamata Soup2Nuts).
La serie è stata trasmessa per la prima volta negli Stati Uniti su ABC (nel blocco televisivo Disney's One Saturday Morning) dal 13 settembre 1997 al 22 gennaio 2000, per un totale di 29 episodi ripartiti su tre stagioni.

## Trama
La serie mescola diversi generi come dramma giudiziario, esperimenti scientifici e umorismo per insegnare concetti fondamentali nella scienza delle scuole elementari e medie come il ciclo dell'acqua, il lavoro, la materia, la gravità, il volo e l'energia. Durante lo svolgimento di ogni caso, i personaggi utilizzano l'umorismo per evidenziare le idee sbagliate e insegnare una buona pratica scientifica". Solitamente negli episodi si svolge una causa legale o un'azione criminale basata su un punto scientifico.

## Episodi
| Stagione         | Episodi | Prima TV USA | Prima TV Italia |
| ---------------- | ------- | ------------ | --------------- |
| Prima stagione   | 13      | 1997-1998    | inedita         |
| Seconda stagione | 8       | 1998-1999    | inedita         |
| Terza stagione   | 8       | 1999-2000    | inedita         |

## Personaggi e doppiatori
- Alison Krempel, doppiata da Paula Plum.
- Doug Savage, doppiato da Bill Braudis.
- Prof. Nick Parsons, doppiato da H. Jon Benjamin.
- Giudice Stone, doppiata da Paula Poundstone.
- Fred lo stenografo, doppiato da Fred Stoller.

## Produzione
Science Court è stato animato con la tecnica d'animazione limitata Squigglevision. Nel 1998, dalla seconda alla terza stagione, la serie è stata ribattezzata Squigglevision. In quel periodo, la Tom Snyder Productions ha pubblicato dodici episodi in una serie di CD-ROM educativi con in allegato cartelle di lavoro e kit di esperimenti per le scuole. Il 2 dicembre 2004, Tom Snyder, fondatore ed ex amministratore delegato di Tom Snyder Productions, è stato inserito nella Hall of Fame dell'Association of Educational Publishers per onorare il suo straordinario contributo all'editoria educativa.